# بچه گم‌شده
بچهٔ گم‌شده (انگلیسی: Munna) یک فیلم به کارگردانی خواجه احمد عباس و محصول سال ۱۹۵۴ است.